# أنيت بيرد
أنيت بيرد (بالإنجليزية: Annette Beard)‏ هي مغنية أمريكية، ولدت في 4 يوليو 1943.

## وصلات خارجية
- أنيت بيرد على موقع ميوزك برينز (الإنجليزية)